# Мондлане, Джанет
Джанет Мондлане (англ. Janet Rae Mondlane, род. 7 мая 1934, Даунерс-Гров, Иллинойс) — мозамбикская общественная деятельница американского происхождения. Вместе со своим мужем Эдуарду Шивамбо Мондлане она основала ФРЕЛИМО и помогла организовать освобождение Мозамбика от португальского колониализма.
Джанет Рэй Джонсон родилась в 1934 году в Иллинойсе и выросла в американской семье среднего класса. В 1951 году, в возрасте 17 лет, она посетила церковный лагерь в Женеве, штат Висконсин, где познакомилась с 31-летним Эдуарду Мондлане, который произносил речь о будущем Африки. 
В 1956 году, пять лет спустя, они поженились после того, как она получила степень бакалавра искусств, а он получил степень магистра искусств. На момент свадьбы Джанет было 22 года, а Эдуарду — 36. Позже у них родилось трое детей: Эдуарду-младший, Чуде и Ньелети.
В 1963 году Мондлане переехали со своей семьёй в Дар-эс-Салам, Танганьика, чтобы организовать освободительные группировки, борющиеся с португальцами в Мозамбике. Вместе они помогли сформировать ФРЕЛИМО, а Мондлане была директором Института Мозамбика, невоенного отделения ФРЕЛИМО. Институт организовал здравоохранение и среднее образование, а также собрал средства на стипендии за рубежом для мозамбикцев.
После обретения независимости в 1975 году она занимала должности в правительстве Мозамбика и была генеральным секретарём Национального совета по СПИДу с 2000 по 2003 год. В 1996 году она основала Фонд Эдуарду Шивамбо Мондлане.
В 2011 году она получила почётную докторскую степень в области педагогических наук в Университете Эдуарду Мондлане в Мапуту, Мозамбик.